# Chanos-Curson
 Chanos-Curson  es una población y comuna francesa, en la región de Ródano-Alpes, departamento de Drôme, en el distrito de Valence y cantón de Tain-l'Hermitage.

## Demografía
| 596 | 624 | 641 | 722 | 773 | 944 |
| Para los censos de 1962 a 1999 la población legal corresponde a la población sin duplicidades (Fuente: INSEE [Consultar]) |     |     |     |     |     |